# HR Top 100
HR Top 100 – chorwacka lista przebojów publikowana co tydzień przez Chorwacki Instytut Muzyczny (Institut Hrvatske Glazbe) we współpracy z Chorwackim Stowarzyszeniem Fonograficznym (Hrvatska Diskografska Udruga).
Pierwsze notowanie zostało opublikowane 24 stycznia 2013 roku. 